# Легка атлетика на літніх Олімпійських іграх 2008 — естафетний біг 4×400 метрів (жінки)
Змагання в естафеті 4х100 метрів серед жінок на Літніх Олімпійських іграх 2008 у Пекіні проходили 22 та 23 серпня на Пекінському національному стадіоні.

## Медалісти
| Золото                                                                         | Срібло | Бронза                                                                             |
| США Мері Вайнберг Елісон Фелікс Монік Гендерсон Саня Річардс Наташа Гестінгс * | Росія Юлія Гущина Людмила Литвинова Тетяна Фірова Анастасія Капачинська Олена Мігунова * Тетяна Вешкурова * | Ямайка Шеріка Вільямс Шеріфа Ллойд Розмарі Вайт Новлін Вільямс Боббі-Ґей Вілкінс * |

(*) Брала участь лише в першому раунді.

## Кваліфікація учасників
16 команд, допущених до участі в змаганнях, були відібрані по середньому з двох найкращих результатів, показаних в кваліфікаційний період з 1 січня 2007 року по 23 липня 2008 року .

## Рекорди
Дані наведено на початок Олімпійських ігор. 
| Світовий рекорд     | СРСР Тетяна Ледовських Ольга Назарова Марія Пінігіна Ольга Бризгіна | 3:15,17 | Сеул (Південна Корея) | 1 жовтня 1988 року |
| Олімпійський рекорд | СРСР Тетяна Ледовських Ольга Назарова Марія Пінігіна Ольга Бризгіна | 3:15,17 | Сеул (Південна Корея) | 1 жовтня 1988 року |

За підсумками змагань рекорди не змінилися.

## Змагання

### Перший раунд
Перші три команди з кожного забігу незалежно від показаного часу автоматично потрапляють до фіналу змагань. Крім того, туди потрапляють дві команди, які показали найкращий час серед всіх інших.
Використані такі скорочення:
- Q — кваліфіковані за місцем у забігу
- q — кваліфіковані за часом
- SB — найкращий результат у сезоні
- PB — найкращий результат у кар'єрі
- NR — національний рекорд
- AR — рекорд континенту
- DNS — не вийшли на старт
- DNF — не фінішували
- DQ — дискваліфіковані

| Місце | Спортсмен                                                                  | Результат | Примітки |
| ----- | -------------------------------------------------------------------------- | --------- | -------- |
| 1.    | Олена Мігунова, Тетяна Вешкурова, Людмила Литвинова, Тетяна Фірова         | 3:23,71   | Q,SB     |
| 2.    | Роксана Діас, Сулія Калатаюд, Суса Клемент, Індіра Терреро                 | 3:25,46   | Q,SB     |
| 3.    | Нікола Сандерс, Келлі Сотертон, Мерилін окорил, Крістін Охуруогу           | 3:25,48   | Q,SB     |
| 4.    | Йонна Валеска Тільгнер, Соріна Нвачукву, Флоренс ЕКПО-УМО, Клаудіа Хоффман | 3:25,55   | q,SB     |
| 5.    | Оксана Щербак, Тетяна Петлюк, Ксенія Карандюк, Наталя Пигида               | 3:27,44   |          |
| 6.    | Моніка Бейнар, Йоланта Войцик, Ганна Есіен, Гражина Прокопек-Яначек        | 3:28,23   |          |
| 7.    | Гіта Сатта, Манджу Каур, Чітре Кулатуммурійіл Сомалі, Мандіп Каур          | 3:28,83   |          |
| 8.    | Сатомі Кубокура, Асами Танно, Маю Кида, Саяка Аокі                         | 3:30,52   | SB       |

| Місце | Спортсмен                                                           | Результат | Примітки |
| ----- | ------------------------------------------------------------------- | --------- | -------- |
| 1.    | Мері Вайнберг, Монік Гендерсон, Наташа Гестінгс, Саня Річардс       | 3:22,45   | Q,SB     |
| 2.    | Новлін Вільямс, Шеріфа Ллойд, Боббі-Ґей Вілкінс, Шеріка Вільямс     | 3:22,60   | Q,SB     |
| 3.    | Юліана Ющенко, Ірина Хлюстова, Ілона Усович, Світлана Усович        | 3 :22,78  | Q,SB     |
| 4.    | Фолашаде Абуган, Джой Амечі Езе, Олуома Нвоке, Айоке Одумосу        | 3:24,10   | q,SB     |
| 5.    | Фара Анашарсіс, Телія Сігер, Солоні Десер, Віржіні Мішаноль         | 3:26,61   | SB       |
| 6.    | Марія Лаура Альмірау, Жосіане Титу, Емілі Пінхейро, Лусімар Теодору | 3:30,10   |          |
| 7.    | Рут Грахеда, Габріела Медіна, Найелі Вела, Зудікей Родрігес         | 3:30,36   |          |
| 8.    | Хань Лін, Чень Цзінвень, Ван Цзінпін, Тан Сяоінь                    | 3:30,77   |          |

### Фінал
| Місце | Спортсмен                                                                  | Результат | Примітки |
| ----- | -------------------------------------------------------------------------- | --------- | -------- |
| 1.    | Мері Вайнберг, Елісон Фелікс, Монік Гендерсон, Саня Річардс                | 3:18,54   | SB       |
| 2.    | Юлія Гущина, Людмила Литвинова, Тетяна Фіроваа, Анастасія Капачинська      | 3:18,82   | SB       |
| 3.    | Шеріка Вільямс, Шеріфа Ллойд, Розмарі Уайт, Новлін Вільямс                 | 3:20,40   | SB       |
| 4.    | Ганна Козак, Ірина Хлюстова, Ілона Усович, Світлана Усович                 | 3 :21,85  | NR       |
| 5.    | Крістін Охуруогу, Келлі Сотертон, Мерилін Окоро, Нікола Сандерс            | 3:22,68   | SB       |
| 6.    | Роксана Діас, Сулія Калатаюд, Суса Клемент, Індіра Терреро                 | 3:23,21   | NR       |
| 7.    | Джой Амечі Езе, Фолашаде Абуган, Олуома Нвоке, Айоке Одумосу               | 3:23,74   | SB       |
| 8.    | Йонна Валеска Тільгнер, Соріна Нвачукву, Флоренс Екпо-Умо, Клаудія Хоффман | 3:28,45   |          |